# Dave Weiner
Dave Weiner, nome artístico de David Jason Weiner (24 de Setembro de 1976) é um guitarrista estadunidense, mais conhecido por seu trabalho com o guitarrista virtuoso estadunidense Steve Vai.
Toda quarta-feira ele posta vídeos instrutivos no Youtube, iTunes e no seu website pessoal, chamado "Riff of the Week".

## Carreira
Weiner se juntou à banda de Steve Vai pela primeira vez quando Weiner foi para Los Angeles para ir para o GIT.  Durante seu tempo lá, ele conseguiu um emprego como estagiário em um escritório, e seu chefe neste escritório gerenciava a carreira do Steve Vai. Ele entregava o jornal na casa de Vai, e Weiner o conheceu pessoalmente e posteriormente lhe deu uma demonstração. Cerca de duas semanas depois, seu chefe recebeu um telefonema de Vai e foi convidado a ir ao estúdio de Vai, aprender quatorze canções e sair em turnê com ele.
Em 2022, depois de 23 anos trabalhado com Steve Vai (tocando nas turnês e álbuns desde então) Weiner gravou um video ao lado de Vai no qual ele anuncia que não fará mai parte da banda de Vai para trabalhar em projetos pessoais.

### Solo
Além de seu trabalho com Vai, Weiner também lançou quatro álbuns solo. O primeiro, intitulado Shove the Sun Aside , foi lançado originalmente em junho de 2004 pelo selo Meyer Jane Music e relançado em março de 2005 pela Favored Nations. É um álbum instrumental no qual Weiner toca principalmente um violão de sete cordas. Weiner continua em turnê com sua própria banda. Seu segundo álbum On Revolute começou a ser lançado em 25 de maio de 2010. Seu terceiro álbum contém 10 canções acústicas e é intitulado A Collection of Short Stories: Vol. 1. Foi lançado em 10 de agosto de 2012.

## Discografia

### Solo
| Ano  | Título                                  | Faixas | Gravadora               |
| ---- | --------------------------------------- | --- | ----------------------- |
| 2004 | - Shove the Sun Aside                   | 1. "Andonova" - 1:42 2. "Long Run" - 5:45 3. "Monument Shine" - 4:46 4. "The Ghost Of Denmark St." - 5:39 5. "Tourmaline" - 5:19 6. "Shove The Sun Aside" - 7:25 | Favored Nations Records |
| 2005 | - Shove the Sun Aside (Re-release)      | 1. "Andonova" - 1:42 2. "Long Run" - 5:45 3. "Monument Shine" - 4:46 4. "The Ghost Of Denmark St." - 5:39 5. "Tourmaline" - 5:19 6. "Shove The Sun Aside" - 7:25 7. "Untitled" - 0:04 (Hidden Track) 8. "Untitled" - 0:04 (Hidden Track) 9. "Untitled" - 0:04 (Hidden Track) 10. "Dave's Party Piece" - 1:44 (Hidden Track) (Retirada do álbum Live At The Astoria DVD, do Steve Vai) | Favored Nations Records |
| 2010 | - On Revolute                           | 1. "The Calm" - 1:55 2. "Ignition" - 5:10 3. "Dismantle" - 8:23 4. "Blue Fade Silver" - 8:31 5. "Moonlight Path" - 6:57 6. "One Day More" - 8:48 7. "Traces of Breath" - 4:08 8. "The Mojo Rhyme" - 6:50 9. "Other Words For Beautiful" - 6:04 10. "Reflections" - 7:15 11. "On Revolute" - 12:00                                                                                     | Revolute Records, LLC   |
| 2012 | - A Collection of Short Stories: Vol. 1 | 1. "Daybreak" - 4:36 2. "Once We Were" - 4:23 3. "A Sigh of Bliss" - 3:13 4. "The Four Winds" - 2:59 5. "The Trillium's Launch" - 2:45 6. "Reverie" - 4:20 7. "Torchwood" - 4:47 8. "Scent of a Memory" - 4:53 9. "A Midnight Stroll" - 3:32 10. "The Farewell" - 4:46 | MeyerJane Music, llc    |

### ComSteve Vai
- Alive in an Ultra World (2001)
- G3: Rockin' in the Free World Joe Satriani, Steve Vai, Yngwie Malmsteen (2004)
- Live at the Astoria, London (2004)
- G3: Live in Tokyo Joe Satriani, Steve Vai, John Petrucci (2005)
- Sound Theories Vol. I & II (2007)
- Where the Wild Things Are Orchestral DVD & CD recorded (2009)
- Where the Other Wild Things Are (2010)
- The Story of Light: Real Illusions: ...of a... (2012)